# Konsolidation (Bergbau)
Als Konsolidation (veraltete Schreibweise Consolidation, auch Zusammenschlagung, seltener auch Konsolidierung genannt) bezeichnet man im Bergbau die Vereinigung von zwei oder mehr aneinander angrenzenden Bergwerken. Durch die Konsolidation werden die bisher eigenständigen Bergwerke bergrechtlich und betrieblich zu einem neuen Bergwerk vereinigt. Die Konsolidation war jedoch nicht nur zwischen Bergwerken möglich, es konnten auch Bergwerke mit verliehenen Grubenfeldern konsolidieren. Die Konsolidation wurde in den einzelnen Bergbaurevieren bis ins 19. Jahrhundert unterschiedlich behandelt und erst im Laufe des 19. Jahrhunderts einheitlich geregelt, für das Königreich Preußen durch das Allgemeine Berggesetz für die Preußischen Staaten vom 24. Juni 1865. Vereinigte Bergwerke wurden häufig durch ein vorangestelltes Zeche Vereinigte … im Namen als solche kenntlich gemacht, wie z. B. die Zeche Vereinigte Rheinelbe & Alma in Gelsenkirchen-Ückendorf oder die Zeche Vereinigte Hamburg und Franziska in Witten. 1861 erhielt ein solcher Verbund in Schalke den Namen Zeche Consolidation.

## Grundlagen
Nach den alten Berggesetzen wurden nur kleinere Grubenfelder verliehen. Diese kleinen Grubenfelder waren insbesondere in der vorindustriellen Zeit von Nutzen, da auf einer Lagerstätte mehrere Gruben bauten und so ein höherer Gesamtertrag zustande kam. Auch reichte bei der manuellen bergmännischen Bearbeitung der Lagerstätte ein kleineres Grubenfeld aus, um einen langjährigen Betrieb des Bergwerks zu gewährleisten. Bedingt durch eine bessere Produktivität und die Anwendung verbesserter Abbauverfahren sowie besserer und leistungsfähigerer Bergbaumaschinen war es später notwendig geworden, Grubenfelder mit größeren Abmessungen zu verleihen. Für die Anteilseigner der bereits bestehenden kleineren Gruben ergab sich hieraus ein Nachteil, da sich ihre Grubenfelder aufgrund der Nachbarschaft mit anderen Bergwerken nicht weiter ausdehnen ließen. Hier gab es dann die Möglichkeit der betrieblichen Vereinigung mit benachbarten Bergwerken. Es war auch möglich, dass das Grubenfeld eines Bergwerks in selbstständige Felder geteilt wurde oder dass Feldesteile zwischen angrenzenden Bergwerken, mit Bestätigung der obersten Bergbehörde, ausgetauscht wurden. Neben der kompletten Vereinigung (Konsolidation) war es möglich, die Vereinigung der beteiligten Bergwerke auf bestimmte Betriebsbereiche oder Anlagen zu beschränken, die gemeinschaftlich von allen an der Vereinigung beteiligten Bergwerken genutzt wurden. Durch diese teilweise Vereinigung wurde einerseits die Senkung einzelner Kosten ermöglicht, andererseits war es jedoch erforderlich, zusätzliche Grubenbaue zu erstellen.

## Formalitäten
Eine Konsolidation von Bergwerken konnte nur auf Antrag aller Eigentümer der betroffenen Bergwerke erfolgen. Damit die Konsolidation rechtmäßig durchgeführt werden konnte, waren mehrere Voraussetzungen erforderlich:
- Es musste ein notariell oder gerichtlich aufgenommener Konsolidationsakt zwischen allen beteiligten Eigentümern der Bergwerke beschlossen werden. Dieser Konsolidationsakt war entweder ein Konsolidationsvertrag, ein Beschluss der mitbeteiligten Eigentümer oder (bei Einzelbesitzern) die Erklärung des Einzelbesitzers.
- Dem Konsolidationsakt mussten die Namen der konsolidierenden Bergwerke beigefügt werden.
- Ein Situationsriss des gesamten Grubenfeldes musste von einem Markscheider in doppelter Ausführung beigefügt sein.

Fernerhin bedurfte die Konsolidation der Bestätigung durch die zuständige Bergbehörde, denn erst durch diese Bestätigung wurde die Konsolidation amtlich. Durch die Konsolidation wurde die Selbstständigkeit der konsolidierenden Bergwerke beendet. Sämtliche darauf haftenden Lasten erloschen. Da aufgrund der Konsolidation das Berggegenbuch berichtigt werden musste, war die notarielle oder gerichtliche Beglaubigung der Konsolidation nicht nur aus eigentumsrechtlichen, sondern auch aus bergrechtlichen Gründen erforderlich. Die Konsolidation war zwar streng genommen nur dann statthaft, wenn die Gläubiger der auf den Einzelbergwerken haftenden Lasten ausdrücklich in die Konsolidation einwilligten, jedoch sah das alte preußische Gesetz vor, dass eine Einwilligung der Gläubiger nur bei bestimmten Voraussetzungen erforderlich war. Dies wurde so gehandhabt, um eine Konsolidation zu erleichtern.

## Öffentliches Interesse
Für eine Konsolidation war in erster Linie nicht nur der freie Entschluss der beteiligten Anteilseigner erforderlich, sondern es durften auch keine Gründe vorhanden sein, die dem öffentlichen Interesse entgegenstanden. Wenn durch eine Konsolidation eine Feldessperre herbeigeführt und dadurch ein Konkurrenzunternehmen verhindert wurde, widersprach diese Konsolidation dem öffentlichen Interesse. Somit durften nur Felder miteinander konsolidieren, die aneinandergrenzten. Bei Geviertfeldern musste diese Begrenzung an der Oberfläche des Feldes vorhanden sein, bei Längenfeldern genügte eine untertägige Berührung der Feldesgrenzen. Diese Regelung ergab sich aus zwei Gründen: zum einen konnte eine Konsolidation nur zwischen aneinandergrenzenden Berechtsamen zugelassen werden, zum anderen durfte ein freies Feld nicht in die Konsolidation eingeschlossen werden, ohne dass es vorher an einen Muter verliehen worden war. Die Konsolidation von Längenfeldern mit Geviertfeldern unterlag einer Einzelfallbeurteilung entsprechend den allgemeinen Grundsätzen des Berggesetzes. Bei einer Konsolidation von Bergwerken mit unterschiedlichen Bodenschätzen war ebenfalls eine Einzelfallentscheidung erforderlich.

## Gläubigerbeteiligung
Um eine Konsolidation zu erleichtern, war die Zustimmung zur Konsolidation durch die im Grundbuch eingetragenen Gläubiger nur erforderlich, wenn durch das konsolidierte Bergwerk eine Gewerkschaft neueren Rechts entstand. In allen anderen Fällen war eine Beteiligung der Gläubiger nicht zwingend erforderlich. Die Gläubiger wurden über die wesentlichen Inhalte des Konsolidierungsaktes durch öffentliche Bekanntmachung informiert. Durch die öffentliche Bekanntmachung wurde den Gläubigern mitgeteilt, mit welchen Anteilsverhältnissen die Einzelbergwerke in das konsolidierte Bergwerk eintreten. Waren die Gläubiger der Auffassung, dass sie durch die Konsolidation in ihren Anteilsverhältnissen benachteiligt wurden, so hatten sie das Recht, innerhalb einer bestimmten Frist dagegen Einspruch zu erheben. Außerdem konnten sie über den Klageweg einen Gerichtsentscheid erwirken, durch den die Anteilsverhältnisse geklärt und unter Umständen zu ihren Gunsten geändert wurden.